# Antônio José dos Santos
Antônio José dos Santos CM (* 23. November 1872 in Cachoeira do Campo, Minas Gerais; † 1. Februar 1956 in Assis, São Paulo) war ein brasilianischer Ordensgeistlicher und römisch-katholischer Bischof von Assis.

## Leben
Antônio José dos Santos trat der Ordensgemeinschaft der Lazaristen bei und legte 1893 die Profess ab. Er empfing am 9. Juni 1900 das Sakrament der Priesterweihe. Danach war dos Santos am Priesterseminar in Diamantina tätig.
Am 13. Dezember 1918 ernannte ihn Papst Benedikt XV. zum Titularbischof von Croae und zum Weihbischof in Diamantina. Der Erzbischof von Mariana, Silvério Gomes Pimenta, spendete ihm am 19. Oktober 1919 die Bischofsweihe; Mitkonsekratoren waren der Bischof von Araçuaí, Serafim Gomes Jardim da Silva, und der emeritierte Bischof von Corumbá, Cyrillo de Paula Freitas.
Papst Pius XI. ernannte ihn am 22. November 1929 zum ersten Bischof von Assis.